# Omfartsvejen (Terndrup)
 For alternative betydninger, se Omfartsvejen. (Se også artikler, som begynder med Omfartsvejen)
 Omfartsvejen  er en to sporet omfartsvej og går vest om Terndrup. Vejen er en del af sekundærrute 507 der går imellem Aalborg og Randers.
Den er med til at lede trafikken der skal mod Aalborg og Randers uden om Terndrup, så byen ikke bliver belastet af for meget trafik.
Vejen forbinder Aalborgvej i nord, med Hadsundvej i syd, og har forbindelse til Aalborgvej, Lyngbyskovvej og Astrupvej.